# Niskołyzy
Niskołyzy (ukr. Низьколизи, 1964–1992 Barwinkowo) – wieś na Ukrainie w obwodzie tarnopolskim, w rejonie czortkowskim.
Przynależność administracyjna przed 1939 r.: gmina Uście Zielone, powiat buczacki, województwo tarnopolskie. 
W latach 1943–1945 nacjonaliści ukraińscy z OUN - UPA zamordowali tu łącznie 11 Polaków.
Do 2020 w rejonie monasterzyskim.

## Urodzeni
- Paweł Mencel (1897–1968), por. kawalerii WP, działacz niepodległościowy, kawaler Orderu Virtuti Militari
- Tadeusz Mencel (1893–1924), rotmistrz Wojska Polskiego, kawaler Orderu Virtuti Militari
- Hipolit Stupnicki